# Fleur Geffrier
Fleur Geffrier (* 24. August 1986) ist eine französische Schauspielerin.

## Leben
Fleur Geffrier studierte ab 2004 an der Universität Nizza Sophia-Antipolis, das Studium schloss sie 2008 als Master ab. Von 2009 bis 2013 besuchte sie die Schauspielschule Le Studio de Formation Théâtrale in Vitry-sur-Seine. Anschließend erhielt sie eine Schauspielausbildung am Cours Florent in Paris, die sie 2015 abschloss. Während der Ausbildung stand sie unter anderem am Théâtre des Bouffes du Nord und am Theatre de Belleville in Paris auf der Bühne.
2015 hatte sie eine erste Episodenrolle in der Folge Weiße Magie der TF1-Krimiserie Profiling Paris. Im Folgejahr war sie im Thriller Elle von Paul Verhoeven sowie in dem belgischen Filmdrama Mein Engel von Harry Cleven zu sehen, in dem sie als Madeleine eine Hauptrolle übernahm. Ebenfalls 2016 spielte sie in der Fernsehserie Prof T. mit Mathieu Bisson in der Titelrolle die Rolle der Polizistin Lise Doumère. Von 2018 bis 2020 war sie in der deutschen Fernsehserie Das Boot als Margot Bostal zu sehen. In der französischen Serie Super Jimmy gehörte sie 2019 als Jeanne Granger zur Hauptbesetzung, im Filmdrama Je suis Karl verkörperte sie 2021 die Rolle der Odile Duval.
In der Serie Drops of God (2023) von Apple TV+ basierend auf einem japanischen Manga spielte sie die Protagonistin Camille Leger, Tochter eines gefeierten Weinexperten, die nach dessen Tod sein Lebenswerk fortführen soll.
In den deutschsprachigen Fassungen wurde sie von Kaya Marie Möller in Mein Engel sowie von Alice Bauer in Das Boot synchronisiert.

## Filmografie (Auswahl)
- 2014: The Avener: Fade Out Lines (Musikvideo)
- 2015: Don't be afraid (Kurzfilm)
- 2015: Profiling Paris – Weiße Magie (Profilage, Fernsehserie)
- 2015: Mystère à l'Opéra (Fernsehfilm)
- 2016: Elle
- 2016: Origines – Le Dessous des cartes (Fernsehserie)
- 2016: Mein Engel (Mon ange)
- 2016: Prof T. (Fernsehserie)
- 2016: Je suis un doute (Kurzfilm)
- 2017: Je suis désolé de te déranger (Kurzfilm)
- 2017: Die Poesie der Liebe (Monsieur et Madame Adelman)
- 2017: La morsure des dieux
- 2017: Quand je serai grande... Je te tuerai (Mini-Serie)
- 2017: Jalouse
- 2017: Presque adultes – Le mariage (Fernsehserie)
- 2017: KCPK: The End (Musikvideo)
- 2017: Art of Crime – Ein galanter Tod (L‘art du crime, Fernsehserie)
- 2018: Ginger (Feu! Chatterton) (Musikvideo)
- 2017–2018: Le Chalet (Fernsehserie, drei Episoden)
- 2018: Rémi – sein größtes Abenteuer (Rémi sans famille)
- 2018: As I Lay (Kurzfilm)
- 2019: Super Jimmy (Double je, Fernsehserie)
- 2019: La vérité si je mens! Les débuts
- 2018–2019: À l'intérieur (Fernsehserie)
- 2019: Agoria feat. STS: Call of the Wild (Musikvideo)
- 2019: Plot (Kurzfilm)
- 2018–2020: Das Boot (Fernsehserie)
- 2021: Agatha Christie: Kleine Morde/Mörderische Spiele – Die Dunkelkammer (Les petits meurtres d'Agatha Christie, Fernsehserie)
- 2021: Anomalie (Kurzfilm)
- 2021: Je suis Karl
- 2021: Le voyageur – La Vallée de la Peur (Fernsehserie)
- 2021: Le Code (Fernsehserie, zwei Episoden)
- 2022: Goliath
- 2022: Les douleurs impatientes (Kurzfilm)
- 2022: Vise le coeur (Fernsehserie)
- 2022: Double Je (Kurzfilm)
- 2023: Rogue – The Gallery-Sitter on Hunter Street(Fernsehserie)
- 2023: Drops of God (Fernsehserie, neun Episoden)
- 2023: Les espions de la terreur (Miniserie, vier Episoden)
- 2025: Rivages (Miniserie, sechs Episoden)